# Alice White
Alice White (24 de agosto de 1904 - 19 de febrero de 1983) fue una actriz cinematográfica estadounidense.

## Primeros años. Carrera
Su verdadero nombre era Alva White, y nació en Paterson, Nueva Jersey, en el seno de una familia de origen francés e italiano. Su madre, antigua corista, falleció cuando Alice tenía solo tres años de edad. White estudió en el Roanoke College de Virginia y siguió un curso de secretariado en la Hollywood High School, donde también se formaron los futuros intérpretes Joel McCrea y Mary Brian. Tras dejar los estudios, White se hizo secretaria y continuista del director Josef Von Sternberg. Tras romper con Von Sternberg, White empezó a trabajar con Charles Chaplin, el cual decidió pasado poco tiempo que ella actuara ante las cámaras. 
Su vivaz personalidad hizo que se la comparara con Clara Bow, pero la carrera de White progresaba lentamente. Tras interpretar en varias ocasiones a flappers y a cazafortunas, atrajo la atención del director y productor Mervyn LeRoy, que intuyó su potencial artístico. Entre sus primeros filmes sonoros figuraron Show Girl (1928) y Show Girl in Hollywood (1930), ambos estrenados por Warner Brothers y basados en novelas de J. P. McEvoy. En ambas cintas interpretaba a "Dixie Dugan".

## Últimos años

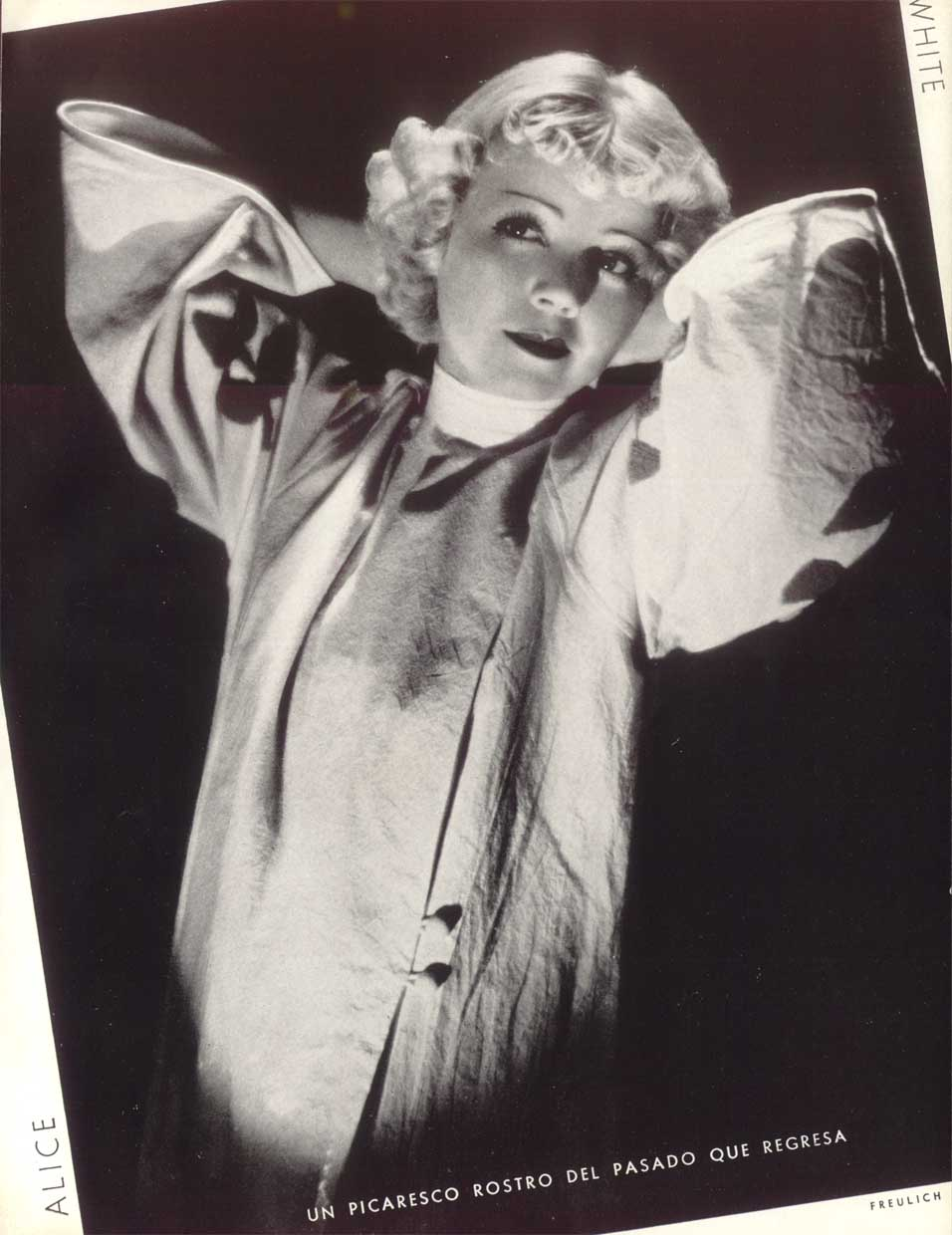
Alice White en Argentinean Magazine, 1934.

White dejó el cine en 1931 para mejorar su capacidad interpretativa, y volvió de nuevo en 1933, aunque su carrera se resintió por el escándalo producido por su relación con el actor Jack Warburton y con su futuro marido, Sy Bartlett. Debido a ello, a partir de entonces solamente pudo hacer papeles de reparto, y en 1937 y 1938 su nombre aparecía al final de los títulos de créditos. Su última actuación para el cine tuvo lugar en el film Flamingo Road (1949).
Alice White falleció a causa de las complicaciones surgidas por un ictus en 1983 en Los Ángeles, California. Tenía 78 años de edad. Fue enterrada en el Cementerio Pierce Brothers Valhalla Memorial Park de North Hollywood, Los Ángeles.
Por su actividad cinematográfica, a White se le concedió una estrella en el Paseo de la Fama de Hollywood, en el 1501 de Vine Street.

## Filmografía
Largometrajes:
- The Sea Tiger (1927)
- The Satin Woman (1927)
- The American Beauty (1927)
- Breakfast at Sunrise (1927)

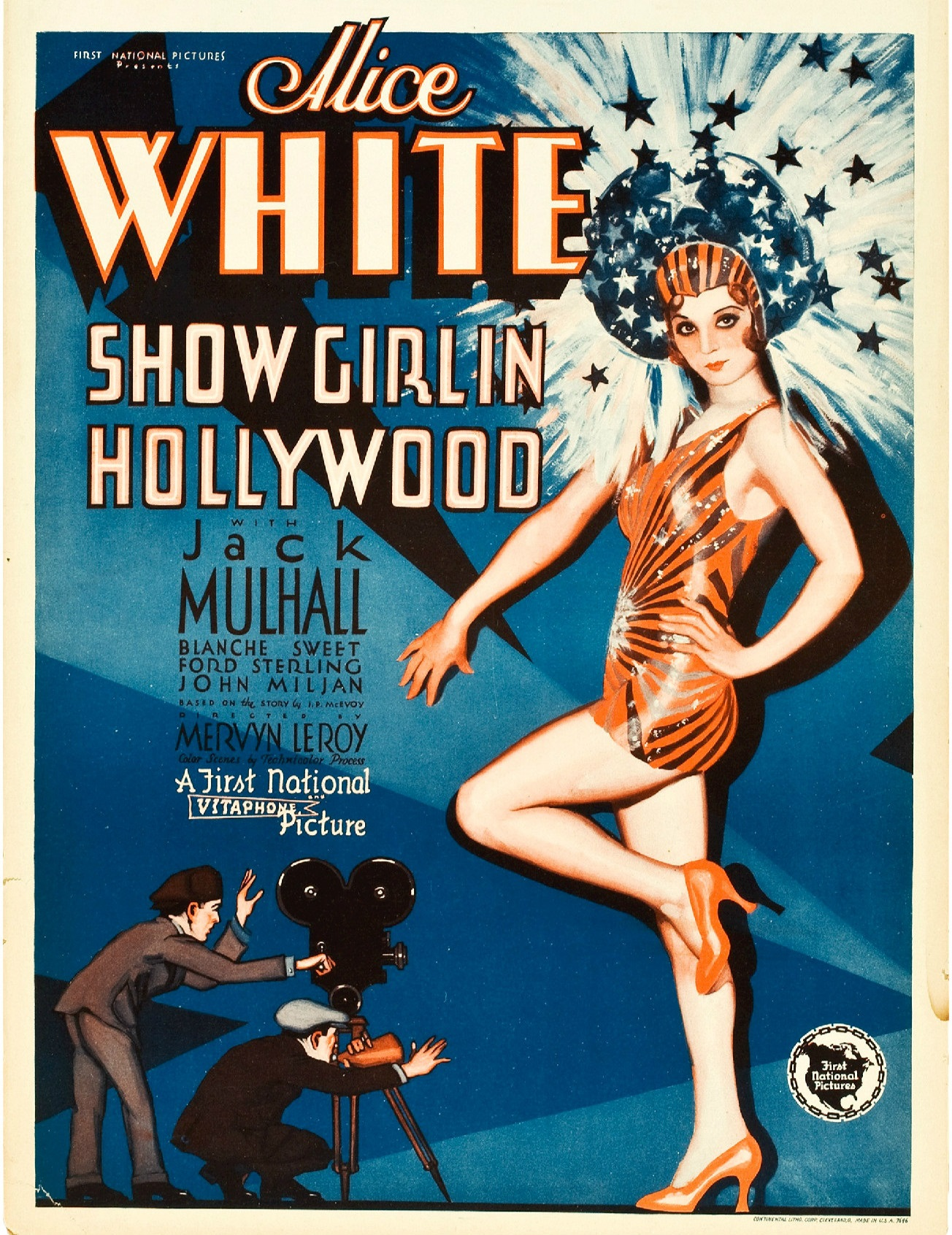
Cartel de la película Show Girl in Hollywood, 1930.

- The Private Life of Helen of Troy (1927)
- The Dove (1927)
- Gentlemen Prefer Blondes (1928)
- Mad Hour (1928)
- The Big Noise (1928)
- Harold Teen (1928)
- Three-Ring Marriage (1928)
- Show Girl (1928)
- Naughty Baby (1928)
- Hot Stuff (1929)
- Broadway Babies (1929)
- The Girl from Woolworth's (1929)
- El show de los shows (1929)
- Playing Around (1930)
- Show Girl in Hollywood (1930)
- Sweet Mama (1930)
- Sweethearts on Parade (1930)
- The Widow from Chicago (1930)
- The Naughty Flirt (1931)
- Murder at Midnight (1931)
- Employees' Entrance (1933)
- Luxury Liner (1933)
- Picture Snatcher (1933)
- King for a Night (1933)
- Cross Country Cruise (1934)
- Jimmy the Gent (1934)
- A Very Honorable Guy (1934)
- Gift of Gab (1934)
- Secret of the Chateau (1934)
- Sweet Music (1935)
- Coronado (1935)
- Big City (1937)
- Telephone Operator (1937)
- King of the Newsboys (1938)
- Annabel Takes a Tour (1938)
- Night of January 16th (1941)
- Girls' Town (1942)
- Flamingo Road (1949)

Cortos:
- Hollywood on Parade No. A-12 (1933)
- Hollywood on Parade No. B-6 (1934)
- The Hollywood Gad-About (1934)
- A Trip Thru a Hollywood Studio (1935)
- Broadway Highlights No. 2 (1935)